# Гудашева, Татьяна Александровна
Татьяна Александровна Гудашева (род. 10 апреля 1950 года) — советский и российский специалист в области химии лекарственных средств, член-корреспондент РАМН (2011), член-корреспондент РАН (2014).
С 2000 года — заведующая отделом химии лекарственных средств НИИ фармакологии имени В. В. Закусова РАМН